# 小野田賢治
小野田 賢治（おのだ けんじ、1951年（昭和26年）4月13日 - ）は、日本の政治家、教員。元愛知県みよし市長（2期）。

## 来歴
愛知県三好村（現・みよし市明知町）に生まれる。父親は三好町長を2期務めた小野田金章。1974年（昭和49年）3月、愛知教育大学教育学部卒業。同年4月、豊田市立の小中学校の教員となる。豊田市教育委員会にも勤務。2012年（平成24年）10月、みよし市教育委員会教育長に就任。
2013年（平成25年）8月後半から、市議会最大会派の「新世紀の会」と同第2勢力「みよし未来の会」は、市制施行後最初の市長選に向け候補者選びに奔走していたが、10月までに小野田に一本化された。11月10日告示、17日投票のみよし市長選挙に無投票で初当選した。12月8日、市長就任。
2017年（平成29年）11月、無投票で再選。
2018年（平成30年）1月16日、みよし市議の報酬を巡って、住民ら第三者の委員8人による市特別職報酬等審議会が「月額4千円の引き上げが適当」とする答申を提出。2度も無投票で当選を果たしたものの、支持基盤のない小野田は議会に気をつかわざるを得なかった。小野田は、3月2日開会の3月定例会に引き上げ額をさらにその約6倍、2万5千円に増やす条例案を提出した。3月22日、同条例案は恩恵を受けるはずの議員に否決され、報酬額は現状のまま議会は閉会した。
2021年（令和3年）9月30日、市議会定例会の閉会あいさつで11月の市長選挙に立候補しないことを表明した。
2022年11月3日、秋の叙勲において、旭日双光章を受章した。